# Marlboro 500 de 1999
A Marlboro 500 de 1999 foi a vigésima e última etapa da temporada de 1999 da CART.
Teve como vencedor o mexicano Adrián Fernández, da Patrick Racing. Esta corrida foi marcada pelo acidente fatal do canadense Greg Moore - a segunda na temporada (Gonzalo Rodríguez, da Penske, havia morrido em Laguna Seca).
Com o quarto lugar obtido, Juan Pablo Montoya (Chip Ganassi Racing) sagrou-se campeão - Dario Franchitti (Green), principal adversário do colombiano em 1999, empatou em pontos (212), mas acabou perdendo o título pelo número de vitórias (3, contra 7 do piloto da Chip Ganassi).

## Resultados

### Treino classificatório
- Os pilotos que disputam o título aparecem em negrito.

| Pos. | Nº | Piloto               | Tempo   | Velocidade (mph) |
| ---- | -- | -------------------- | ------- | ---------------- |
| 1    | 24 | Scott Pruett         | 31.030  | 235.398          |
| 2    | 7  | Max Papis            | 31.143  | 234.544          |
| 3    | 4  | Juan Pablo Montoya   | 31.182  | 234.251          |
| 4    | 12 | Jimmy Vasser         | 31.207  | 234.063          |
| 5    | 8  | Bryan Herta          | 31.227  | 233.913          |
| 6    | 6  | Michael Andretti     | 31.315  | 233.256          |
| 7    | 33 | Patrick Carpentier   | 31.319  | 233.226          |
| 8    | 27 | Dario Franchitti     | 31.326  | 233.174          |
| 9    | 11 | Christian Fittipaldi | 31.351  | 232.988          |
| 10   | 2  | Al Unser, Jr.        | 31.363  | 232.899          |
| 11   | 44 | Tony Kanaan          | 31.371  | 232.839          |
| 12   | 5  | Gil de Ferran        | 31.388  | 232.713          |
| 13   | 40 | Adrián Fernández     | 31.412  | 232.535          |
| 14   | 3  | Alex Barron          | 31.429  | 232.410          |
| 15   | 22 | Robby Gordon         | 31.432  | 232.387          |
| 16   | 25 | Cristiano da Matta   | 31.435  | 232.365          |
| 17   | 17 | Maurício Gugelmin    | 31.462  | 232.166          |
| 18   | 18 | Mark Blundell        | 31.500  | 231.886          |
| 19   | 26 | Paul Tracy           | 31.612  | 231.064          |
| 20   | 9  | Hélio Castroneves    | 31.635  | 230.896          |
| 21   | 10 | Richie Hearn         | 31.713  | 230.328          |
| 22   | 15 | Naoki Hattori        | 31.831  | 229.474          |
| 23   | 20 | P. J. Jones          | 31.385  | 229.446          |
| 24   | 34 | Dennis Vitolo        | 32.020  | 228.120          |
| 25   | 36 | Raul Boesel          | 32.159  | 227.134          |
| 26   | 19 | Michel Jourdain Jr.  | 32.250  | 226.493          |
| 27   | 99 | Greg Moore           | No Time | No Speed         |

- Greg Moore largou em último por não ter marcado tempo no treino classificatório.

### Corrida
| \| Chegada \| Largada \| Nº \| Piloto \| Patrocinador (s) \| Equipe \| Voltas \| Voltas na liderança \| Diferença/Abandono \| Status \| Pontos \| \| ------- \| ------- \| -- \| -------------------- \| ------------------------ \| ----------------------- \| ------ \| ------------------- \| ------------------ \| ------ \| ------ \| \| 1 \| 13 \| 40 \| Adrián Fernández \| Tecate/Quaker State \| Patrick Racing \| 250 \| 10 \| 2h 57min 17sec \| \| 20 \| \| 2 \| 2 \| 7 \| Max Papis \| Miller Lite \| Team Rahal \| 250 \| 112 \| +7.634 \| \| 17 \| \| 3 \| 9 \| 11 \| Christian Fittipaldi \| Big Kmart \| Newman/Haas Racing \| 250 \| 37 \| +8.843 \| \| 14 \| \| 4 \| 3 \| 4 \| Juan Pablo Montoya \| Target \| Chip Ganassi Racing \| 250 \| 13 \| +14.316 \| \| 12 \| \| 5 \| 4 \| 12 \| Jimmy Vasser \| Target \| Chip Ganassi Racing \| 250 \| 0 \| +20.706 \| \| 10 \| \| 6 \| 17 \| 17 \| Maurício Gugelmin \| Hollywood \| PacWest \| 250 \| 2 \| +44.196 \| \| 8 \| \| 7 \| 10 \| 2 \| Al Unser, Jr. \| Marlboro \| Team Penske \| 249 \| 0 \| +1 volta \| \| 6 \| \| 8 \| 11 \| 44 \| Tony Kanaan \| McDonald's \| Tasman/Forsythe \| 249 \| 0 \| +1 volta \| \| 5 \| \| 9 \| 12 \| 5 \| Gil de Ferran \| Valvoline/Cummins \| Walker Racing \| 249 \| 0 \| +1 volta \| \| 4 \| \| 10 \| 8 \| 27 \| Dario Franchitti \| KOOL \| Team Green \| 248 \| 0 \| +2 voltas \| \| 3 \| \| 11 \| 15 \| 22 \| Robby Gordon \| Johns Manville/Panasonic \| Team Gordon \| 247 \| 0 \| +3 voltas \| \| 2 \| \| 12 \| 23 \| 20 \| P. J. Jones \| Visteon \| Patrick Racing \| 246 \| 0 \| +4 voltas \| \| 1 \| \| 13 \| 26 \| 19 \| Michel Jourdain Jr. \| Herdez/Viva Mexico! \| Payton-Coyne Racing \| 236 \| 5 \| Motor \| Fora \| \| \| 14 \| 5 \| 8 \| Bryan Herta \| Shell \| Team Rahal \| 235 \| 0 \| +15 voltas \| \| \| \| 15 \| 24 \| 34 \| Dennis Vitolo \| NicoDerm \| Payton-Coyne Racing \| 235 \| 0 \| +15 voltas \| \| \| \| 16 \| 18 \| 18 \| Mark Blundell \| Motorola \| PacWest \| 193 \| 0 \| Problema elétrico \| Fora \| \| \| 17 \| 25 \| 36 \| Raul Boesel \| Denso/Castrol \| All American Racers \| 164 \| 0 \| Motor \| Fora \| \| \| 18 \| 19 \| 26 \| Paul Tracy \| KOOL \| Team Green \| 141 \| 9 \| Problema elétrico \| Fora \| \| \| 19 \| 2 \| 15 \| Naoki Hattori \| Alpine \| Walker Racing \| 124 \| 0 \| Problema elétrico \| Fora \| \| \| 20 \| 19 \| 9 \| Hélio Castroneves \| Hogan Motor Leasing \| Hogan Racing \| 111 \| 0 \| Motor \| Fora \| \| \| 21 \| 6 \| 6 \| Michael Andretti \| Kmart/TEXACO Havoline \| Newman/Haas Racing \| 71 \| 62 \| Incêndio \| Fora \| \| \| 22 \| 1 \| 24 \| Scott Pruett \| Pioneer/MCI WorldCom \| Arciero-Wells Racing \| 48 \| 0 \| Motor \| Fora \| 1‡ \| \| 23 \| 16 \| 25 \| Cristiano da Matta \| MCI WorldCom \| Arciero-Wells Racing \| 32 \| 0 \| Motor \| Fora \| \| \| 24 \| 14 \| 3 \| Alex Barron \| Marlboro \| Team Penske \| 27 \| 0 \| Crash \| OUT \| \| \| 25 \| 7 \| 33 \| Patrick Carpentier \| Player's/Indeck \| Forsythe Racing \| 21 \| 0 \| Problema elétrico \| Fora \| \| \| 26 \| 27 \| 99 \| Greg Moore \| Player's/Indeck \| Forsythe Racing \| 9 \| 0 \| Acidente fatal \| Fora \| \| \| 27 \| 21 \| 10 \| Richie Hearn \| Budweiser \| Della Penna Motorsports \| 3 \| 0 \| Acidente \| Fora \| \| - ‡ - Ponto-extra - Última pole e última corrida de Scott Pruett. Ele disputaria a NASCAR a partir de 2000. - Últimas corridas de Dennis Vitolo (aposentou-se), Raul Boesel (foi para a IRL), Naoki Hattori (foi para a Fórmula 3000 japonesa), Richie Hearn (voltou para a IRL), Al Unser, Jr. (foi para a IRL), P. J. Jones (foi para a NASCAR) e Robby Gordon (voltou para a mesma categoria). - Última corrida de Bryan Herta pela equipe Rahal. Ele disputaria algumas etapas na temporada seguinte por Walker e Forsythe. - Com problemas financeiros, a All American Racers despediu-se da CART após o GP de Fontana. - Com a morte do sócio Walter Payton, a Payton-Coyne Racing voltou a se chamar Dale Coyne Racing a partir da temporada de 2000. Durante os treinos, Greg Moore sofreu um acidente com sua scooter e fraturou um dedo em sua mão direita. O piloto - que assinou com a Penske para o lugar de Al Unser, Jr. em 2000 - teve sua participação na corrida posta em dúvida. Roberto Pupo Moreno, que havia disputado corridas pela PacWest no lugar de Mark Blundell em 1999, foi escalado às pressas aguardando a decisão. Os médicos liberaram Moore para disputar a etapa. Durante a corrida, Moore largou em último por ter ficado de fora do treino classificatório. Na 9ª volta, o canadense encontrava-se na 15ª posição quando seu Reynard-Mercedes perdeu o controle na curva 2, atravessou o gramado e, catapultado por uma saliência, acertou violentamente o muro, desintegrando-se em uma série de capotagens. Tendo recebido os primeiros socorros ainda na pista, foi transferido ao Hospital Universitário de Loma Linda, próximo ao circuito. Porém, meia-hora depois, a morte de Greg foi confirmada. Em respeito, os três primeiros colocados (Adrián Fernández, Max Papis e Christian Fittipaldi) não comemoraram. 1. 2. - Resultado do GP de Fontana de 1999 - Superspeedway (em português) |         |    |                      |                          |                         |        |                     |                    |        |        |
| Chegada | Largada | Nº | Piloto               | Patrocinador (s)         | Equipe                  | Voltas | Voltas na liderança | Diferença/Abandono | Status | Pontos |
| 1 | 13      | 40 | Adrián Fernández     | Tecate/Quaker State      | Patrick Racing          | 250    | 10                  | 2h 57min 17sec     |        | 20     |
| 2 | 2       | 7  | Max Papis            | Miller Lite              | Team Rahal              | 250    | 112                 | +7.634             |        | 17     |
| 3 | 9       | 11 | Christian Fittipaldi | Big Kmart                | Newman/Haas Racing      | 250    | 37                  | +8.843             |        | 14     |
| 4 | 3       | 4  | Juan Pablo Montoya   | Target                   | Chip Ganassi Racing     | 250    | 13                  | +14.316            |        | 12     |
| 5 | 4       | 12 | Jimmy Vasser         | Target                   | Chip Ganassi Racing     | 250    | 0                   | +20.706            |        | 10     |
| 6 | 17      | 17 | Maurício Gugelmin    | Hollywood                | PacWest                 | 250    | 2                   | +44.196            |        | 8      |
| 7 | 10      | 2  | Al Unser, Jr.        | Marlboro                 | Team Penske             | 249    | 0                   | +1 volta           |        | 6      |
| 8 | 11      | 44 | Tony Kanaan          | McDonald's               | Tasman/Forsythe         | 249    | 0                   | +1 volta           |        | 5      |
| 9 | 12      | 5  | Gil de Ferran        | Valvoline/Cummins        | Walker Racing           | 249    | 0                   | +1 volta           |        | 4      |
| 10 | 8       | 27 | Dario Franchitti     | KOOL                     | Team Green              | 248    | 0                   | +2 voltas          |        | 3      |
| 11 | 15      | 22 | Robby Gordon         | Johns Manville/Panasonic | Team Gordon             | 247    | 0                   | +3 voltas          |        | 2      |
| 12 | 23      | 20 | P. J. Jones          | Visteon                  | Patrick Racing          | 246    | 0                   | +4 voltas          |        | 1      |
| 13 | 26      | 19 | Michel Jourdain Jr.  | Herdez/Viva Mexico!      | Payton-Coyne Racing     | 236    | 5                   | Motor              | Fora   |        |
| 14 | 5       | 8  | Bryan Herta          | Shell                    | Team Rahal              | 235    | 0                   | +15 voltas         |        |        |
| 15 | 24      | 34 | Dennis Vitolo        | NicoDerm                 | Payton-Coyne Racing     | 235    | 0                   | +15 voltas         |        |        |
| 16 | 18      | 18 | Mark Blundell        | Motorola                 | PacWest                 | 193    | 0                   | Problema elétrico  | Fora   |        |
| 17 | 25      | 36 | Raul Boesel          | Denso/Castrol            | All American Racers     | 164    | 0                   | Motor              | Fora   |        |
| 18 | 19      | 26 | Paul Tracy           | KOOL                     | Team Green              | 141    | 9                   | Problema elétrico  | Fora   |        |
| 19 | 2       | 15 | Naoki Hattori        | Alpine                   | Walker Racing           | 124    | 0                   | Problema elétrico  | Fora   |        |
| 20 | 19      | 9  | Hélio Castroneves    | Hogan Motor Leasing      | Hogan Racing            | 111    | 0                   | Motor              | Fora   |        |
| 21 | 6       | 6  | Michael Andretti     | Kmart/TEXACO Havoline    | Newman/Haas Racing      | 71     | 62                  | Incêndio           | Fora   |        |
| 22 | 1       | 24 | Scott Pruett         | Pioneer/MCI WorldCom     | Arciero-Wells Racing    | 48     | 0                   | Motor              | Fora   | 1‡     |
| 23 | 16      | 25 | Cristiano da Matta   | MCI WorldCom             | Arciero-Wells Racing    | 32     | 0                   | Motor              | Fora   |        |
| 24 | 14      | 3  | Alex Barron          | Marlboro                 | Team Penske             | 27     | 0                   | Crash              | OUT    |        |
| 25 | 7       | 33 | Patrick Carpentier   | Player's/Indeck          | Forsythe Racing         | 21     | 0                   | Problema elétrico  | Fora   |        |
| 26 | 27      | 99 | Greg Moore           | Player's/Indeck          | Forsythe Racing         | 9      | 0                   | Acidente fatal     | Fora   |        |
| 27 | 21      | 10 | Richie Hearn         | Budweiser                | Della Penna Motorsports | 3      | 0                   | Acidente           | Fora   |        |